# James Hogg
James Hogg (Ettrick (Selkirkshire), 1770. december – Altrive-Lake, 1835. november 21.) skót népköltő, az "ettricki juhász".

## Élete
Szegény szülők gyermeke, aki a maga szorgalmából tanult meg írni, olvasni. Első költeménykötete: Scottish pastorals, poems, songs, melyet 1801-ben adott ki, nem aratott sikert. 1802-ben megismerkedett Scottal, akinek Border Minstrelsy-je számára néhány balladát írt. The mountain bard című verskötete és Essay on sheep című műve 300 font sterlinget jövedelmezett neki, mely összeget azonban rosszul sikerült bérleti ügyekben csakhamar elvesztette. 1810-ben Edinburghba ment, ahol a The Spy című hetilapot alapította meg, amely azonban csakhamar megszűnt. 
Nagy sikert arattak The queen's wake (1813); The poetic mirror (1814); The pilgrims of the sun (1815) és Madoc of the mood (1816) című költői munkái és a skót néplegendákat feldolgozó prózai művei: The Brownie of Bodsbeck (1817); Winter evening Fales (1820); The three perils of man (1822); The three perils of woman (1823), stb. 
Irodalmi sikerei mellett Hogg mindazonáltal nagy nyomorral küzdött. 1834-ben adta ki a The domestic manners and private life of Walter Scott című könyvet és 1835-ben egy csomó elbeszélést Tales of the wars of Montrose címmel. Nilsontól írt, életrajzzal ellátott költeményeinek gyűjteménye 1850-1852-ben (London, 5 köt.) jelentek meg.
Legfontosabb műve az Egy megigazult bűnös vallomásai (The Private Memoirs and Confessions of a Justified Sinner) című önéletrajza.